# أستروس 2
أستروس 2 (بالإنجليزية: ASTROS II)‏ هي راجمة صواريخ ذاتية الدفع أنتجت في البرازيل من صناعة شركة أفيبراس، صُممت بحيث تطلق عددا من الصواريخ بتواتر سريع ويمكن تحميل ثلاثة من صواريخها بنحو 65 ذخيرة ثانوية. ويصل مداها إلى نحو 80 كم حسب نوع الصاروخ المستخدم.

## الموديلات
- SS-30 - تطلق صواريخ 127 مم - الأحمال 32 صاروخ
- SS-40 -تطلق صواريخ 180 مم - الأحمال 16 صاروخ
- SS-60 - تطلق صواريخ 300 مم - الأحمال 4 صاروخ
- SS-80 - تطلق صواريخ 300 مم - الأحمال 4 صاروخ
- SS-150 - تطلق صواريخ 300 مم - الأحمال 4 صاروخ
- AVMT-300 - صاروخ كروز بمدى يصل إلى 300 كيلومتر (قيد التطوير)

## المواصفات

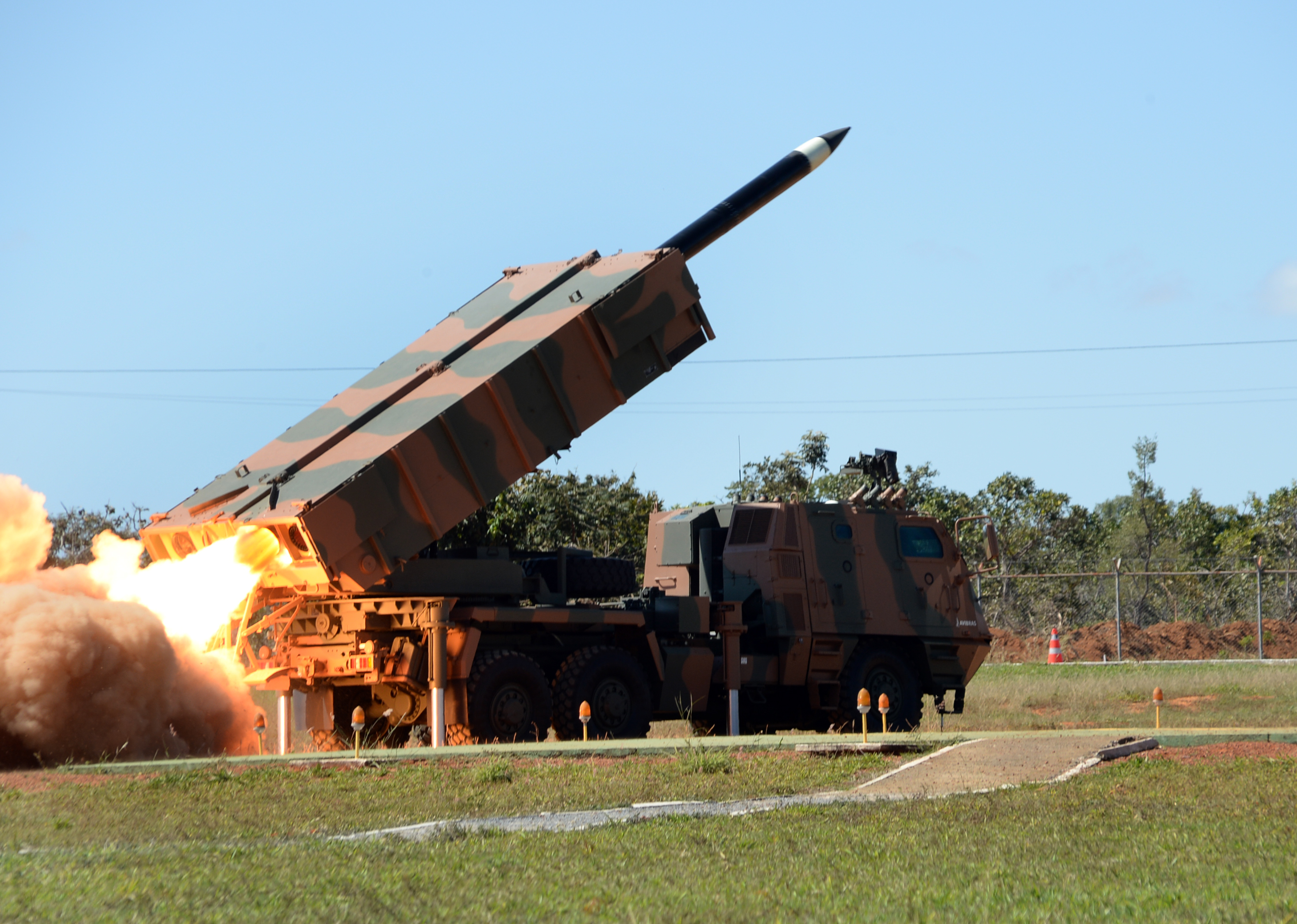
أستروس 2020 التابع للجيش البرازيلي.

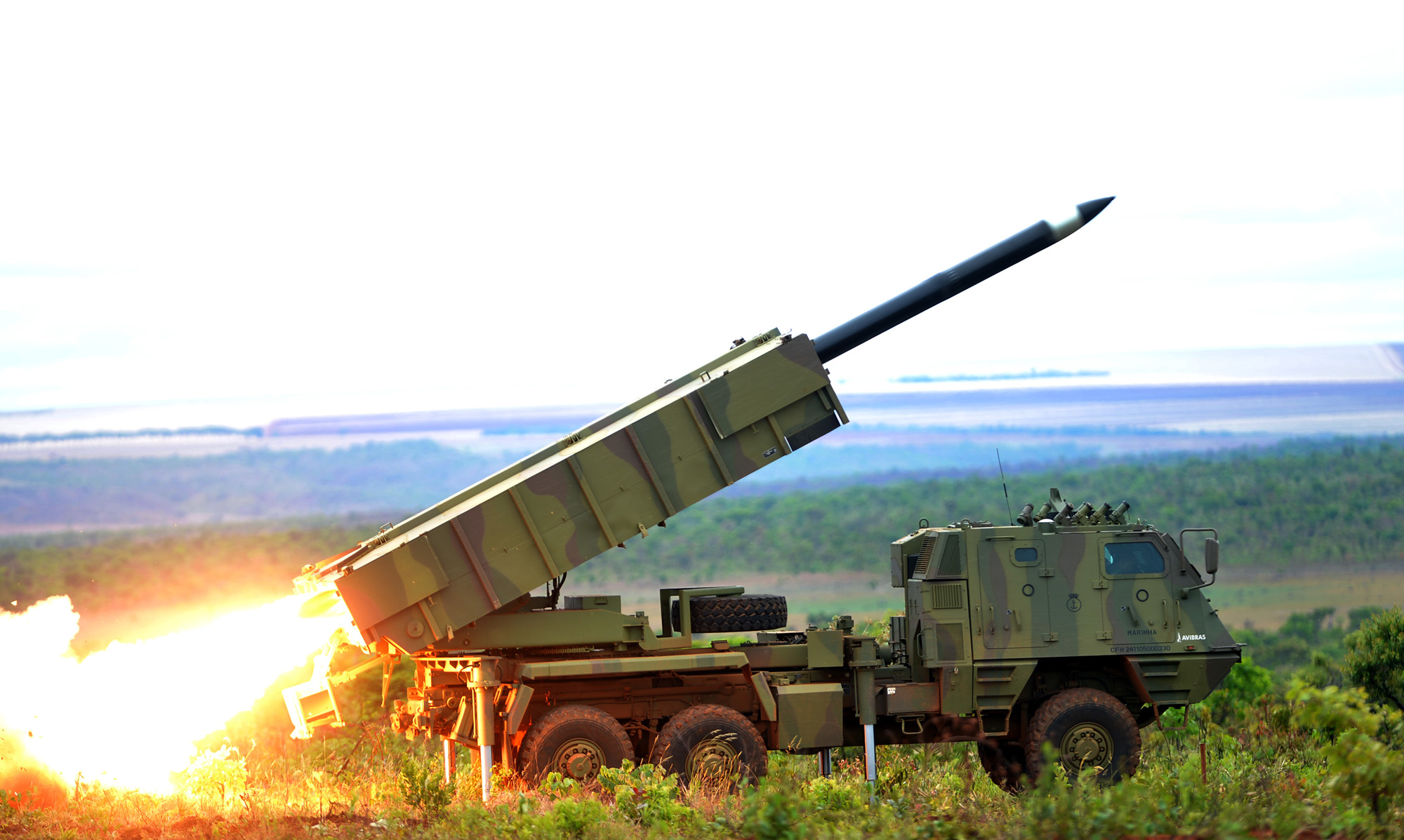
أستروس 2020 لمشاة البحرية البرازيلية.

- متوسط في وضع النيران غير المباشرة:[4] (الرقم الأول هو الحد الأدنى للمدى):
  - SS-30: 9–30 كم
  - SS-40: 15–35 كم
  - SS-60: 20–60 كم
  - SS-80: 22–90 كم
  - SS-150: 29–150 كم
- التسليح: بطارية واحدة من 4، 16 أو 32 أنابيب قاذفة صواريخ.
- الأداء:
  - اجتياز: 1.1 متر
  - عقبة عمودية: 1 م
  - الخندق: 2.29 متر
- نوع الذخيرة: شديدة الانفجار (HE).

## المشغلين

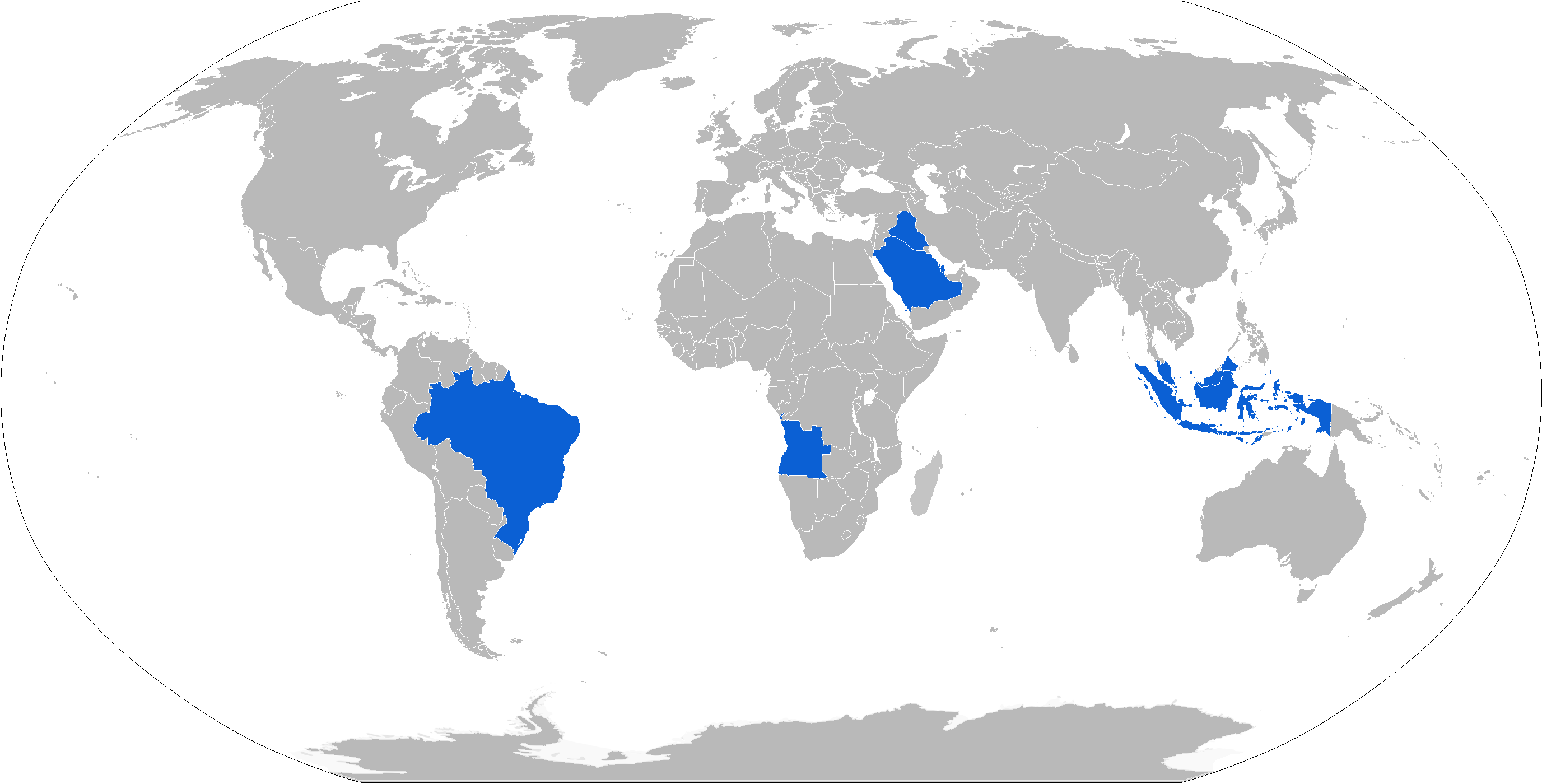
خريطة مشغلي أستروس 2 باللون الأزرق.

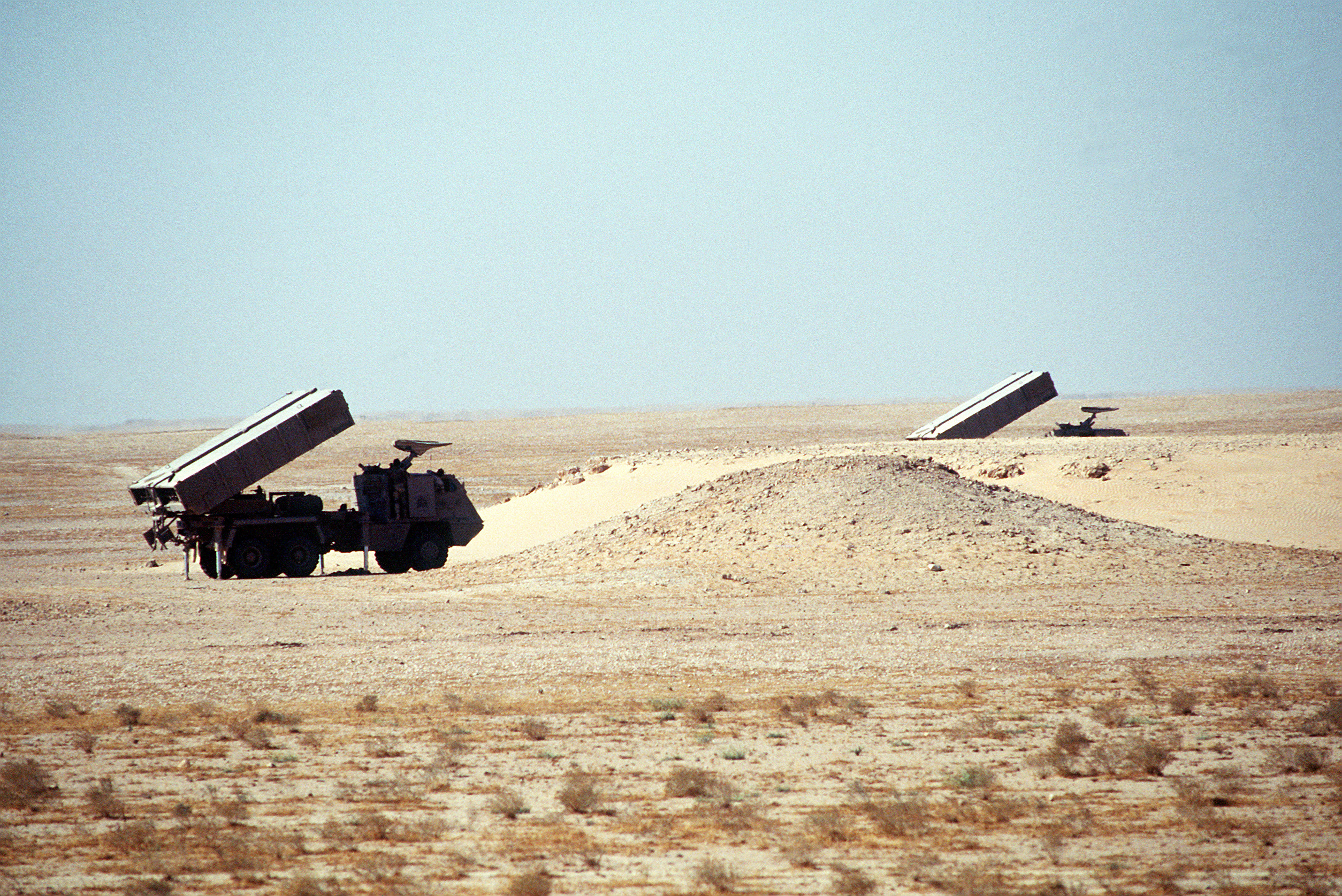
أستروس-2SS-30 في موقع لإطلاق النار للمملكة العربية السعودية خلال عملية درع الصحراء.

### المستخدمين حالياً
- أنغولا[5]
- البحرين
- البرازيل
  - القوات البرية البرازيلية 20 أستروس 2 و(5 بطاريات) و18 «أستروس 2020» (وبطاريات)
  - مشاة البحرية البرازيلية سوف تستخدم البحرية 6 راجمات أستروس 2020.
- الجيش الماليزي 54 أستروس 2.[6]
- القوات البرية الإندونيسية (36) أستروس 2 حسب الطلب.[7]
- قوات الأمن العراقية (66) أستروس 2[8][9] (بنيت أيضا بموجب ترخيص باسم Sajil-60).
- قطر
- القوات المسلحة السعودية 76 أستروس 2 [10]